# Liste des maires d'Indianapolis
La fonction de maire d'Indianapolis, créée en 1847, comprend 49 titulaires dont la répartition par appartenance politique est la suivante :
- Républicain (24 maires)
- Démocrate (22 maires)
- Whig (3 maires)

## Liste des maires
| #  | Maire                  | Début du mandat  | Fin du mandat    | Parti       | Notes                        |
| -- | ---------------------- | ---------------- | ---------------- | ----------- | ---------------------------- |
| 1  | Samuel Henderson       | 1847             | 1849             | Whig        |                              |
| 2  | Horatio C. Newcomb     | 1849             | 7 novembre 1851  | Whig        | Démissionnaire               |
| 3  | Caleb Scudder          | 1851             | 1854             | Whig        |                              |
| 4  | James McCready         | 1854             | 1856             | Démocrate   |                              |
| 5  | Henry F. West          | 1856             | 8 novembre 1856  | Démocrate   | Mort en fonction             |
| 6  | Charles G. Coulon      | 1856             | 1856             | Démocrate   |                              |
| 7  | William J. Wallace     | 1856             | 5 mai 1858       | Républicain | Démissionnaire               |
| 8  | Samuel D. Maxwell      | 1858             | 1863             | Républicain |                              |
| 9  | John Caven1            | 1863             | 1867             | Républicain |                              |
| 10 | Daniel McCauley        | 1867             | 1873             | Républicain |                              |
| 11 | James L. Mitchell      | 1873             | 1875             | Démocrate   |                              |
| 12 | John Craven2           | 1875             | 1881             | Républicain |                              |
| 13 | Daniel W. Grubbs       | 1881             | 1884             | Républicain |                              |
| 14 | John L. McMaster       | 1884             | 1886             | Républicain |                              |
| 15 | Caleb S. Denny1        | 1886             | 1890             | Républicain |                              |
| 16 | Thomas L. Sullivan     | 1890             | 1893             | Démocrate   |                              |
| 17 | Caleb S. Denny2        | 1893             | 1895             | Républicain |                              |
| 18 | Thomas Taggart         | 1895             | 1901             | Démocrate   |                              |
| 19 | Charles A. Bookwalter1 | 1901             | 1903             | Républicain |                              |
| 20 | John W. Holtzman       | 1903             | 1906             | Démocrate   |                              |
| 21 | Charles A. Bookwalter2 | 1906             | 1910             | Républicain |                              |
| 22 | Samuel L. Shank1       | 1910             | 28 novembre 1913 | Républicain | Démissionnaire               |
| 23 | Henry R. Wallace       | 1913             | 1914             | Républicain |                              |
| 24 | Joseph E. Bell         | 1914             | 1918             | Démocrate   |                              |
| 25 | Charles W. Jewet       | 1918             | 1922             | Républicain |                              |
| 26 | Samuel L. Shanks2      | 1922             | 1926             | Républicain |                              |
| 27 | John L. Duvall         | 1926             | 27 octobre 1927  | Républicain | Démissionnaire               |
| 28 | Claude E. Negley       | 9 novembre 1927  | 1927             | Républicain | Élu par le conseil municipal |
| 29 | Ert Slack              | 1927             | 1930             | Démocrate   |                              |
| 30 | Reginald H. Sullivan1  | 1930             | 1935             | Démocrate   |                              |
| 31 | John W. Kern, Jr.      | 1935             | 2 septembre 1937 | Démocrate   | Démissionnaire               |
| 32 | Walter C. Boetcher     | 1937             | 1939             | Démocrate   |                              |
| 33 | Reginald H. Sullivan2  | 1939             | 1943             | Démocrate   |                              |
| 34 | Robert Tyndall         | 1943             | 9 juillet 1947   | Républicain | Mort en fonction             |
| 35 | George L. Denny        | 9 juillet 1947   | 1er janvier 1948 | Républicain |                              |
| 36 | Albert G. Feeney       | 1er janvier 1948 | 12 novembre 1950 | Démocrate   | Mort en fonction             |
| 37 | Philip L. Bayt, Jr.1   | 12 novembre 1950 | 24 novembre 1951 | Démocrate   | Démissionnaire               |
| 38 | Christian J. Emhardt   | 24 novembre 1951 | 1er janvier 1952 | Démocrate   |                              |
| 39 | Alex M. Clark          | 1er janvier 1952 | 1er janvier 1956 | Républicain |                              |
| 40 | Philip L. Bayt, Jr.2   | 1er janvier 1956 | 1er janvier 1959 | Démocrate   | Démissionnaire               |
| 41 | Charles H. Boswell     | 1er janvier 1959 | 6 août 1962      | Démocrate   | Démissionnaire               |
| 42 | Albert H. Losche       | 6 août 1962      | 1er janvier 1964 | Démocrate   |                              |
| 43 | John J. Barton         | 1er janvier 1964 | 1er janvier 1968 | Démocrate   |                              |
| 44 | Richard Lugar          | 1er janvier 1968 | 1er janvier 1976 | Républicain |                              |
| 45 | William H. Hudnut III  | 1er janvier 1976 | 1er janvier 1992 | Républicain |                              |
| 46 | Stephen Goldsmith      | 1er janvier 1992 | 1er janvier 2008 | Républicain |                              |
| 47 | Bart Peterson          | 1er janvier 2000 | 1er janvier 2008 | Démocrate   |                              |
| 48 | Greg A. Ballard        | 1er janvier 2008 | 1er janvier 2016 | Républicain |                              |
| 49 | Joe Hogsett            | 1er janvier 2016 | en cours         | Démocrate   |                              |